# Liste der Nationalräte des Kantons Nidwalden
Diese Liste zeigt alle Mitglieder des Nationalrates aus dem Kanton Nidwalden seit Gründung des Bundesstaates im Jahr 1848 bis heute.

## Parteiabkürzungen
- CVP: Christlichdemokratische Volkspartei
- FDP: Freisinnig-Demokratische Partei, seit 2009 FDP.Die Liberalen
- KCV: Konservativ-Christlichsoziale Volkspartei
- KVP: Schweizerische Konservative Volkspartei
- Mitte: Die Mitte
- SVP: Schweizerische Volkspartei

Sonstige Parteiströmungen oder -richtungen:
- FL: Freisinnige Linke (Freisinnige, Radikale, Radikaldemokraten)
- KK: Katholisch-Konservative
- LM: Liberale Mitte (Liberale, Liberaldemokraten)

## Nationalräte
| Name                 | Partei/Fraktion            | Amtszeit            | Geboren | Gestorben |
| -------------------- | -------------------------- | ------------------- | ------- | --------- |
| August Albrecht      | KCV/CVP                    | 1967–1979           | 1907    | 1988      |
| Franz Durrer         | KK                         | 1851–1854           | 1790    | 1857      |
| Robert Durrer        | KK                         | 1874–1889           | 1836    | 1889      |
| Regina Durrer-Knobel | Mitte                      | 2023–               | 1971    |           |
| Eduard Engelberger   | FDP                        | 1995–2011           | 1940    |           |
| Theodor Gabriel      | KVP                        | 1932–1935           | 1875    | 1951      |
| Joseph Iten          | CVP                        | 1979–1995           | 1943    |           |
| Melchior Joller      | FL                         | 1857–1860           | 1818    | 1865      |
| Peter Keller         | SVP                        | 2011–2023           | 1971    |           |
| Karl Niederberger    | KK/KVP                     | 1896–1917           | 1847    | 1917      |
| Gottfried Odermatt   | KVP                        | 1935–1943           | 1880    | 1947      |
| Joseph Odermatt      | KVP/KCV                    | 1955–1967           | 1892    | 1977      |
| Hans von Matt        | KK                         | 1890–1896           | 1842    | 1900      |
| Hans von Matt        | KVP                        | 1917–1932           | 1869    | 1932      |
| Arnold Wagner        | KVP                        | 1943–1955           | 1890    | 1980      |
| Alois Wyrsch         | LM (bis 1866) KK (ab 1866) | 1860–1872           | 1825    | 1888      |
| Melchior Wyrsch      | KK                         | 1848–1851 1854–1857 | 1817    | 1873      |
| Walter Zelger        | KK                         | 1872–1874           | 1826    | 1874      |

## Quelle
- Datenbank aller Ratsmitglieder. Website der Bundesversammlung.